# Кипр на зимних Олимпийских играх 1994
Кипр принимал участие в Зимних Олимпийских играх 1994 года в Лиллехамере (Норвегия), но не завоевал ни одной медали. Игры стали для страны пятым подряд выступлением на зимних олимпиадах с момента первого участив в Олимпийских играх 1980 года. В состав делегация входил единственный спортсмен — горнолыжница Каролина Фотиаду, для которой эти игры стали третьими в спортивной карьере.

## Результаты соревнований

### Горнолыжный спорт
Женщины
| Соревнование | Спортсменка      | Время   | Место |
| ------------ | ---------------- | ------- | ----- |
| Супергигант  | Каролина Фотиаду | 1:43,97 | 46    |